# Крепс, Хуанита
Хуани́та Мо́ррис Крепс (англ. Juanita Morris Kreps; 11 января 1921 года, Линч, штат Кентукки, США — 5 июля 2010 года, Дарем, Северная Каролина, США) — американский экономист и политик, первая женщина-министр торговли США (1977—1979).

## Биография
Бакалавр (1942) Берия-колледжа (Кентукки), магистр (1944) и доктор философии (1948) университета Дьюка. Преподавала в университете Денисон (1945—1950), колледже Хофстра (1952—1954) и университете Дьюка (с 1955; профессор с 1968; вице-президент с 1973 по 1977).
Крепс являлась первой женщиной — членом совета директоров Нью-Йоркской фондовой биржи (1972—1977) и министром торговли США (1977—1979; правительство Джимми Картера).
Умерла после продолжительной болезни 5 июля 2010 года.

## Основные произведения
- «Принципы экономической науки» (Principles of Economics, 1962, в соавторстве с Ч. Фергюсоном);
- «Пол на рынке: американская женщина на работе» (Sex in the Marketplace: American Women at Work, 1971);
- «Пол, возраст и работа: изменение состава рабочей силы» (Sex, Age, and Work: The Changing Composition of the Labor Force, 1975).